# Gare de Mont-sur-Marchienne
La gare de Mont-sur-Marchienne est une gare ferroviaire belge, de la ligne 132 de Charleroi à Treignes (frontière), située dans la localité de Mont-sur-Marchienne sur le territoire de la commune de Charleroi dans la province de Hainaut.
Mise en service en 1848 par la Société du chemin de fer de l'Entre-Sambre-et-Meuse, elle est fermée au service des voyageurs en 1982. Ses installations ont été détruites depuis.

## Situation ferroviaire
La gare de Mont-sur-Marchienne était située au point kilométrique (PK) 3,50 de la ligne 132 de Charleroi-Sud à Treignes (frontière), entre la gare ouverte de Charleroi-Central et celle, fermée, de Montigny-le-Tilleul.

## Histoire
La station de Mont-sur-Marchienne est mise en service le 27 novembre 1848 par la Société du chemin de fer de l'Entre-Sambre-et-Meuse, lorsqu'elle ouvre à l'exploitation la section de Charleroi-Sud à Walcourt.
Elle est fermée au service des voyageurs le 23 mai 1982.

## Patrimoine ferroviaire
Les anciennes infrastructures de la gare ont disparu.